# Getingarnas orkester
Getingarnas orkester, även kallad Österlenbandet, är ett dansband från Österlen i Skåne.
Getingarna, som spelar dansmusik har sex medlemmar, har bl.a. gett ut skivorna "Kärlekens vingar" och "Kärlekens vindar". 
De har också gett ut en singel med låtarna "Sköna Helena" och "Kommer hem".  1999 låg Getingarna på Svensktoppen med låten "Kärlekens vingar".
Medlemmar 2018.
Liffe Persson
Anette Persson
Micke Hansson
Jonta Johansson
Jörgen Andersson
Christian Magnusson